# Vigathakumaran
Vigathakumaran (en español: El niño perdido) es una película muda india de 1930 escrita, producida y dirigida por J. C. Daniel. También interpretó el papel de héroe en la película. Vigathakumaran, un drama social, fue el primer largometraje malayalam y J. C. Daniel es considerado el padre de la industria cinematográfica malayalam por esta obra. Esta película es también el primer largometraje indio de drama social. Esta película se ha perdido, ya que no se conserva ninguna copia.

## Trama
Chandrakumar, hijo de un hombre rico de Travancore, es secuestrado por el villano Bhoothanathan y llevado a Ceilán. Los esfuerzos de sus padres por encontrarlo no tienen éxito y Chandrakumar se cría como jornalero en una finca. El dueño de la finca, que es británico, le toma cariño y, con el tiempo, Chandrakumar asciende al puesto de superintendente. En ese momento llega a Ceilán Jayachandran, un pariente lejano de Chandrakumar. Bhoothanathan le roba todas sus pertenencias. Desamparado, conoce a Chandrakumar y se hacen muy amigos. Llegan a Travancore, donde la hermana de Chandrakumar se enamora de Jayachandran. Mientras tanto, Bhoothanathan intenta secuestrarla y la oportuna intervención del dúo la salva. Una cicatriz en la espalda revela la identidad de Chandrakumar, lo que finalmente conduce a la feliz reunión de la familia. Tras esto termina la película.

## Reparto
- JC Daniel como Jayachandran
- PK Rosy como Sarojam
- Johnson como Bhoothanathan
- Sunder Raj como Chandrakumar

## Producción
J.C. Daniel Nadar desarrolló su pasión por el cine mientras completaba sus estudios superiores en Travancore. Le interesaban las artes marciales y era experto en chelambatam, el arte marcial tradicional del sur de Travancore. Publicó un libro en inglés titulado Indian Art of Fencing and Sword Play en 1915, cuando tenía 15 años. Daniel era muy consciente del alcance del cine como medio público. Quería popularizar el chelambatam aprovechando la influencia popular del cine. En aquella época, las masas de Kerala ni siquiera conocían el cine, por lo que la idea era todo un reto. Aceptó el reto y se marchó a Madrás (actual Chennai) para aprender las técnicas del cine y adquirir los equipos necesarios. Madrás era el incipiente centro de producción cinematográfica del sur de la India y contaba con el único cine sonoro permanente del sur, el Gaiety, fundado en 1912. Sin embargo, no pudo conseguir lo que quería en Madrás e incluso se le denegó el permiso para entrar en los locales de varios estudios de allí. Eso no le hizo desistir. Viajó a Bombay (actual Mumbai), el centro de producción del cine hindi. Pidió la entrada a los propietarios de los estudios alegando que era profesor de Kerala y quería enseñar cine a sus alumnos. Pudo reunir suficientes conocimientos y equipos para la producción cinematográfica en Bombay y regresó a Kerala para cumplir su sueño. Finalmente, la película se rodó en su propio estudio.
En 1926, J.C. Daniel fundó el primer estudio cinematográfico de Kerala, llamado The Travancore National Pictures. Estaba cerca de la actual oficina de la Comisión de Servicios Públicos, en Pattom, Trivandrum. Consiguió dinero para ello vendiendo un terreno a su nombre por 4 lakh de rupias indias británicas. Con todo listo, comenzó los trabajos de producción de la película de sus sueños. Escribió el guion y lo tituló Vigathakumaran (traducido literalmente como El niño perdido). Dirigió y empuñó la cámara de la película, que era muda. También fue el protagonista de la película. También realizó la mayor parte del trabajo de postproducción, incluido el montaje. El tema de la película era de trascendencia social y fue la primera de ese género. La mayoría de los cines indios de la época se basaban en historias de los puranas y escaseaban las películas de temática social. La película se rodó con una cámara Debrie.
La primera actriz malayalam fue de una casta registrada llamada P K Rosy, de un lugar llamado Thayycaud, cerca de Trivandrum. El director de fotografía de la película era Lala (británico). Solía ir con el almuerzo para actuar en la película e ir a trabajar por la tarde. Daniel había contratado antes a una actriz de Bombay llamada Lana para actuar en el papel de heroína. Otro papel importante lo interpretó Johnson, que es el padre de la actriz B. S. Saroja. Sundar Raj, amigo de Daniel, también actuó en un papel fundamental en la película.

## Estreno

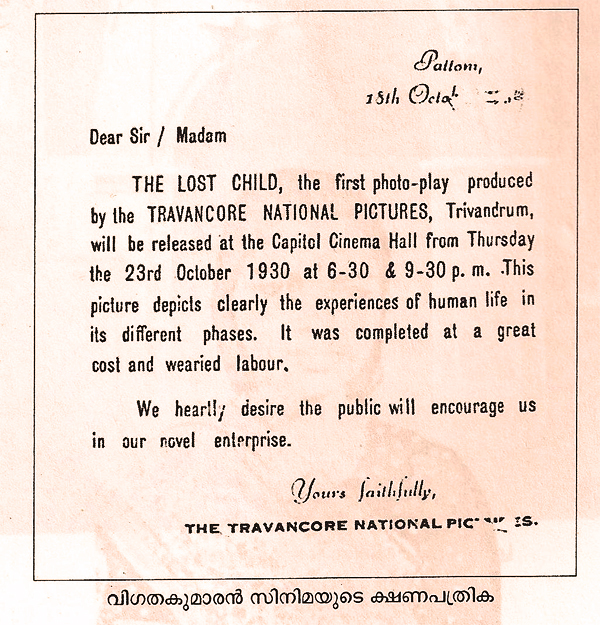
Anuncio previo al estreno

Se desconoce la fecha de estreno de la película. Hay 2 fechas propuestas. La película se estrenó el 7 de noviembre de 1928. Vigathakumaran se exhibió en Trivandrum en el Teatro Capitol a las 6:30 horas del 23 de octubre de 1930. El teatro estaba situado frente a la actual oficina del Fiscal General, cerca del actual edificio de la Asamblea Legislativa del Estado, en el centro de la ciudad de Thiruvananthapuram. La proyección fue inaugurada por el abogado Malloor Govinda Pillai. Como era una película muda, había un locutor en el teatro que explicaba la historia y la situación. A pesar de ser el primer cine hecho en Kerala y de su importancia social, se enfrentó a la ira de ciertos grupos ortodoxos hindúes de Kerala, debido a la presencia de una mujer en la película. En aquella época, actuar en películas se consideraba un acto peor que la prostitución.
Era una época en la que los papeles femeninos, incluso en las obras de teatro, eran interpretados por hombres. Cuando se estrenó Vigathakumaran en el teatro Capitol de Thiruvananthapuram, no la dejaron entrar porque algunos hindúes de casta superior, indignados porque una dalit convertida interpretara a una mujer nair en la película, armaron un alboroto. Durante la proyección, se lanzaron piedras contra la pantalla, dañándola. La película también se exhibió en Alleppey, en el Star Theatre. Al ser Alleppey una de las ciudades portuarias más importantes de Kerala en aquella época, el público era más tolerante. Recibieron la película con entusiasmo. Hubo un pequeño fallo cuando la pantalla se desvaneció y el público abucheó. El locutor explicó que, al tratarse de la primera película en malayalam, habría algunos problemas menores, y el público recibió la declaración con aplausos. Se dice que el propio J.C.Daniel llegó a Alleppey con la caja de la película, ya que sólo había una copia. La película también se proyectó en Quilon, Thrissur, Tellichery y Nagercoil. La película tuvo un éxito moderado en taquilla y la recaudación fue muy inferior a los gastos.
En aquella época, las mujeres que actuaban en películas u obras de teatro eran consideradas peores que las prostitutas. Algunos ortodoxos, enfadados porque una mujer de casta inferior representaba en la pantalla a un Nair de casta superior, quemaron la vivienda de Rosy. Ella huyó y llegó a Nagarcoil. Nadie conoció mel paradero de Rosy tras abandonar Trivandrum. Sólo recientemente se ha recuperado su foto de los diarios de Malloor Govinda Pillai.
Después de que la película no generara suficiente dinero en taquilla, Daniel sufrió deudas y para superar la situación, tuvo que vender sus equipos y cerrar su estudio. A pesar de los contratiempos, Daniel pasó a hacer una película más, un documental sobre artes marciales, Adithadi Murai. Estaba completamente en bancarrota después de la finalización de esta película. Casi en la pobreza, dejó Trivandrum para buscar un medio de vida. Daniel pasó el resto de su vida como dentista en Palayamkottai, Madurai y Karaikudi.
El gobierno de Kerala inicialmente se negó a honrar a Daniel porque JC Daniel nació y luego se estableció en el distrito de Kanyakumari, que luego se convirtió en parte de Tamil Nadu, en 1956. La insistencia del gobierno fue que si Daniel quería ayuda financiera, tenía que solicitarla al gobierno de Tamil Nadu. Al final de su vida, le había dicho a R. Kumaraswamy, editor de la revista de cine Nana: "El cine malayalam es una industria próspera ahora. Pero nunca nadie se ha molestado en reconocerme como alguien que hizo una película solo en esos días. En cuanto a la nueva generación, no me conocen. Pero no es culpa de ellos,eso me tranquiliza". Mucho después de la muerte de Daniel en 1975, como una ocurrencia tardía, el gobierno de Kerala instituyó el premio JC Daniel en 1992, como parte de los premios de cine del estado de Kerala, para honrar los logros de toda una vida en el cine malayalam. Daniel ahora es conocido como el padre del cine malayalam. Algunas personas atribuyen el fracaso de Vigathakumaran a que se trataba de una película muda, aunque todos los cines eran mudos en ese entonces. En realidad, este cine fue un gran éxito artístico y fracasó solo desde una perspectiva financiera.

## Legado
Se han hecho muchas obras literarias y cinematográficas basadas en la vida de J. C. Daniel y en la realización de Vigathakumaran. Nashta Nayika es una novela de Vinu Abraham que cuenta la vida de P K Rosy, la heroína de Vigathakumaran. La película se volvió a rodar en 2003.
En 2013, Kamal escribió y dirigió una película biográfica sobre JC Daniel titulada Celluloid. La película detalla las luchas de Daniel para producir y exhibir Vigathakumaran, mientras se sumerge en una crisis financiera. La película, basada parcialmente en la novela Nashta Naayika de Vinu Abraham y la vida de JC Daniel, una biografía del periodista cinematográfico Chelangat Gopalakrishnan, también trata sobre la vida de Rosy, la actriz principal de Vigathakumaran. Prithviraj interpreta el papel de Daniel, mientras que Mamta Mohandas encarna a su esposa Janet y la recién llegada Chandni a Rosy. La película generó críticas por su sutil referencia a un oficial de la IAS y al entonces ministro principal de Kerala, que supuestamente apunta al burócrata y escritor Malayattoor Ramakrishna Iyer y K. Karunakaran, quienes supuestamente trabajaron juntos para negarle a JC Daniel el crédito por su contribución al cine malayalam, ya que él era un Nadar (cristiano). El autor y funcionario NS Madhavan y D. Babu Paul, exsecretario en jefe de Kerala, han señalado inexactitudes fácticas en la representación de Malayattoor y Karunakaran en la película.